# Лудвиг IV фон Хелфенщайн
Лудвиг IV фон Хелфенщайн (X/VI) (на немски: Ludwig IV von Helfenstein; * 21 ноември 1447; † 27 декември 1493) е граф на Хелфенщайн-Визенщай и вюртембергски съветник (1475/1488).

## Произход
Той е единственият син на граф Фридрих II фон Хелфенщайн (1408 – 1483) и първата му съпруга Агнес фон Еберщайн († 1456), дъщеря на граф Бернхард I фон Еберщайн (1381 – 1440) и Агнес фон Финстинген-Бракенкопф († 1440). Баща му се жени втори път 1476 г. за Ирмгард фон Хелфенщайн-Блаубойрен. Така той е полубрат на граф Фридрих III фон Хелфенщайн (1479 – 1502).
Лудвиг IV фон Хелфенщайн умира на 27 декември 1493 г. на 46 години.

## Фамилия
Лудвиг IV фон Хелфенщайн-Визенщайг се жени 1483 г. за шенкин Елизабет фон Лимпург-Шпекфелд-Оберзонтхайм († 1538), дъщеря на Георг II Шенк фон Лимпург († 1475) и Маргарета фон Хоенберг († 1475). Те имат седем деца:
- Агнес фон Хелфенщайн (* 21 септември 1484; † 1550), омъжена I. пр. 1500 г. за граф Йохан VIII Кцезима фон Ауш († 1500), II. на 7 юни 1500 г. за Вилхелм III фон Ойленбург, фрайхер фон Илебург († 1538)
- Улрих X фон Хелфенщайн (XVI/XI) (* 20 юли 1486; † 22 май 1548), граф на Хелфенщайн-Визенщайг, женен на 20 януари 1512 г. за графиня Катарина фон Валдбург-Зоненберг (1495 – 1563)
- Лудвиг фон Хелфенщайн (* 3 април 1488; † 1489)
- Маргарета фон Хелфенщайн (* 26 юли 1489), омъжена за Освалд фон Волкенщайн († 1533)
- Барбара фон Хелфенщайн (* 11 ноември 1490; † 7 декември 1557)
- Аполония фон Хелфенщайн (* 12 януари 1492; † 2 декември 1537)
- Лудвиг I Хелфрих фон Хелфенщайн († 17 април 1525), женен ок. 1497 г. за Маргарета фон Еделсхайм? († 1537), дъщеря на император Максимилиан I (1459 – 1519)

Вдовицата му Елизабет фон Лимпург-Шпекфелд се омъжва втори път на 23 ноември 1495 г. за граф Георг I фон Хелфенщайн, господар на Веленхайм, Хексенагер-Зулметинген († 1517).